# Morinda ridleyi
Morinda ridleyi är en måreväxtart som först beskrevs av George King och James Sykes Gamble, och fick sitt nu gällande namn av Henry Nicholas Ridley. Morinda ridleyi ingår i släktet Morinda och familjen måreväxter. Inga underarter finns listade i Catalogue of Life.